# Saint-Ulrich
Saint-Ulrich is een gemeente in het Franse departement Haut-Rhin in de regio Grand Est en telt 279 inwoners (1999). De plaats maakt deel uit van het arrondissement Altkirch.

## Geschiedenis
De gemeente maakte deel uit van het kanton Hirsingue tot dit op 22 maart 2015 werd opgeheven en Saint-Ulrich werd opgenomen in het kanton Masevaux, dat op 24 februari hernoemd werd naar het kanton Masevaux-Niederbruck.

## Geografie
De oppervlakte van Saint-Ulrich bedraagt 3,9 km², de bevolkingsdichtheid is 71,5 inwoners per km².
De onderstaande kaart toont de ligging van Saint-Ulrich met de belangrijkste infrastructuur en aangrenzende gemeenten.

## Demografie
Onderstaande figuur toont het verloop van het inwonertal (bron: INSEE-tellingen).